# Lijst van senatoren uit North Carolina

Zegel van de staat North Carolina

Dit is een lijst van de senatoren voor de Amerikaanse staat North Carolina. De senatoren voor North Carolina zijn ingedeeld als Klasse II en Klasse III. De twee huidige senatoren voor Missouri zijn: Thom Tillis senator sinds 2015 de (senior senator) en Ted Budd senator sinds 2023 de (junior senator), beiden lid van de Republikeinse Partij.
Een aantal prominente personen die hebben gediend als senator voor North Carolina zijn onder andere: John Branch (later minister van de Marine en gouverneur van Florida), Willie Mangum (genomineerd presidentskandidaat 1836), Thomas Bragg (later minister van Justitie voor de Geconfedereerde Staten van Amerika), Joseph Abbott (prominent generaal), Jesse Helms (prominent conservatief activist), Elizabeth Dole (eerder minister van Transport en minister van Arbeid), Nathaniel Macon (eerder voorzitter van het Huis van Afgevaardigden), William Graham (genomineerd vicepresidentskandidaat 1852 en later minister van de Marine), George Badger (eerder minister van de Marine), Asa Biggs (later rechter voor het Hof van Beroep voor het circuit van North Carolina), Thomas Clingman (later generaal voor de Geconfedereerde Staten van Amerika), Jeter Pritchard (later rechter voor het Hof van Beroep voor het circuit van het District of Columbia en voor het Hof van Beroep voor het 4e circuit) en John Edwards (genomineerd vicepresidentskandidaat 2004).
Negentien senatoren voor North Carolina zijn ook gouverneur van North Carolina geweest: Samuel Johnston, Alexander Martin, Jesse Franklin, James Turner, Montfort Stokes, John Branch, David Reid, Thomas Bragg, William Umstead, Melville Broughton, Kerr Scott, David Stone, James Iredell, William Graham, Zebulon Vance, Thomas Jarvis, Cameron Morrison, Clyde Hoey en Terry Sanford. Geen enkele staat heeft zoveel senatoren gehad die ook hebben gediend als gouverneur van hun staat.

## Klasse II
| Nr.                                                                             | Senator voor North Carolina Senator from North Carolina | Senator voor North Carolina Senator from North Carolina | Senator voor North Carolina Senator from North Carolina | Ambtstermijn     | Ambtstermijn     | Partij(en)   | Verkiezing(en) |
| ------------------------------------------------------------------------------- | ------------------------------------------------------- | ------------------------------------------------------- | ------------------------------------------------------- | ---------------- | ---------------- | ------------ | -------------- |
| 1                                                                               |                                                         | Samuel Johnston                                         | Samuel Johnston (1733–1816)                             | 28 november 1789 | 4 maart 1793     | F            | 1789           |
| 2                                                                               |                                                         | Alexander Martin                                        | Alexander Martin (1740–1807)                            | 4 maart 1793     | 4 maart 1799     | DR           | 1792           |
| 3                                                                               |                                                         |                                                         | Jesse Franklin (1760–1823)                              | 4 maart 1799     | 4 maart 1805     | DR           | 1799           |
| Vacant                                                                          | Vacant                                                  | Vacant                                                  | Vacant                                                  | Vacant           | Vacant           | Vacant       | 1804           |
| 4                                                                               |                                                         | James Turner                                            | James Turner (1766–1824)                                | 22 december 1805 | 20 november 1816 | DR           | 1805           |
| 4                                                                               | 1810                                                    | James Turner                                            | James Turner (1766–1824)                                | 22 december 1805 | 20 november 1816 | DR           |                |
| Vacant                                                                          |                                                         |                                                         |                                                         |                  |                  |              |                |
| 5                                                                               |                                                         | Montfort Stokes                                         | Montfort Stokes (1784–1842)                             | 4 december 1816  | 4 maart 1823     | DR           | 1816 (1)       |
| 5                                                                               | 1816 (2)                                                | Montfort Stokes                                         | Montfort Stokes (1784–1842)                             | 4 december 1816  | 4 maart 1823     | DR           |                |
| 6                                                                               |                                                         | John Branch                                             | John Branch (1782–1862)                                 | 4 maart 1823     | 4 maart 1829     | DR (1823–28) | 1822           |
| 6                                                                               |                                                         | John Branch                                             | John Branch (1782–1862)                                 | 4 maart 1823     | 4 maart 1829     | D (1828–29)  | 1828           |
| Vacant                                                                          |                                                         |                                                         |                                                         |                  |                  |              | 1828           |
| 7                                                                               |                                                         | Bedford Brown                                           | Bedford Brown (1795–1870)                               | 10 december 1829 | 15 november 1840 | D            | 1829           |
| 7                                                                               | 1835                                                    | Bedford Brown                                           | Bedford Brown (1795–1870)                               | 10 december 1829 | 15 november 1840 | D            |                |
| Vacant                                                                          |                                                         |                                                         |                                                         |                  |                  |              |                |
| 8                                                                               |                                                         | Willie Mangum                                           | Willie Mangum (1792–1861)                               | 25 november 1840 | 4 maart 1853     | W            | 1840           |
| 8                                                                               | 1841                                                    | Willie Mangum                                           | Willie Mangum (1792–1861)                               | 25 november 1840 | 4 maart 1853     | W            |                |
| 8                                                                               | 1847                                                    | Willie Mangum                                           | Willie Mangum (1792–1861)                               | 25 november 1840 | 4 maart 1853     | W            |                |
| Vacant                                                                          |                                                         |                                                         |                                                         |                  |                  |              |                |
| 9                                                                               |                                                         | David Reid                                              | David Reid (1813–1891)                                  | 6 december 1854  | 4 maart 1859     | D            | 1854           |
| 10                                                                              |                                                         | Thomas Bragg                                            | Thomas Bragg (1810–1872)                                | 4 maart 1859     | 6 maart 1861     | D            | 1859           |
| Vacant                                                                          |                                                         |                                                         |                                                         |                  |                  |              | 1859           |
| Vacant Geconfedereerde Staten van Amerika (1861–1865) Reconstructie (1865–1868) |                                                         |                                                         |                                                         |                  |                  |              |                |
| 11                                                                              |                                                         | Joseph Abbott                                           | Joseph Abbott (1825–1881)                               | 14 juli 1868     | 4 maart 1871     | R            | 1868           |
| Vacant                                                                          |                                                         |                                                         |                                                         |                  |                  |              |                |
| 12                                                                              |                                                         | Matt Ransom                                             | Matt Ransom (1824–1904)                                 | 30 januari 1872  | 4 maart 1895     | D            | 1872           |
| 12                                                                              | 1876                                                    | Matt Ransom                                             | Matt Ransom (1824–1904)                                 | 30 januari 1872  | 4 maart 1895     | D            |                |
| 12                                                                              | 1883                                                    | Matt Ransom                                             | Matt Ransom (1824–1904)                                 | 30 januari 1872  | 4 maart 1895     | D            |                |
| 12                                                                              | 1889                                                    | Matt Ransom                                             | Matt Ransom (1824–1904)                                 | 30 januari 1872  | 4 maart 1895     | D            |                |
| 13                                                                              |                                                         | William Umstead                                         | William Umstead (1863–1938)                             | 4 maart 1895     | 4 maart 1901     | P            | 1894           |
| 14                                                                              |                                                         | Furnifold Simmons                                       | Furnifold Simmons (1854–1940)                           | 4 maart 1901     | 4 maart 1931     | D            | 1907           |
| 14                                                                              | 1907                                                    | Furnifold Simmons                                       | Furnifold Simmons (1854–1940)                           | 4 maart 1901     | 4 maart 1931     | D            |                |
| 14                                                                              | 1913                                                    | Furnifold Simmons                                       | Furnifold Simmons (1854–1940)                           | 4 maart 1901     | 4 maart 1931     | D            |                |
| 14                                                                              | 1918                                                    | Furnifold Simmons                                       | Furnifold Simmons (1854–1940)                           | 4 maart 1901     | 4 maart 1931     | D            |                |
| 14                                                                              | 1924                                                    | Furnifold Simmons                                       | Furnifold Simmons (1854–1940)                           | 4 maart 1901     | 4 maart 1931     | D            |                |
| 15                                                                              |                                                         | Josiah Bailey                                           | Josiah Bailey (1873–1946)                               | 4 maart 1931     | 15 december 1946 | D            | 1930           |
| 15                                                                              | 1936                                                    | Josiah Bailey                                           | Josiah Bailey (1873–1946)                               | 4 maart 1931     | 15 december 1946 | D            |                |
| 15                                                                              | 1940 (2)                                                | Josiah Bailey                                           | Josiah Bailey (1873–1946)                               | 4 maart 1931     | 15 december 1946 | D            |                |
| Vacant                                                                          |                                                         |                                                         |                                                         |                  |                  |              |                |
| 16                                                                              |                                                         | William Umstead                                         | William Umstead (1895–1954)                             | 16 december 1946 | 30 december 1948 | D            |                |
| 17                                                                              |                                                         | Melville Broughton                                      | Melville Broughton (1888–1949)                          | 30 december 1948 | 6 maart 1949     | D            | 1948 (1)       |
| 17                                                                              | 1948 (2)                                                | Melville Broughton                                      | Melville Broughton (1888–1949)                          | 30 december 1948 | 6 maart 1949     | D            |                |
| Vacant                                                                          |                                                         |                                                         |                                                         |                  |                  |              |                |
| 18                                                                              |                                                         | Frank Graham                                            | Frank Graham (1886–1972)                                | 30 maart 1949    | 25 november 1950 | D            |                |
| 19                                                                              |                                                         | Willis Smith                                            | Willis Smith (1887–1953)                                | 25 november 1950 | 26 juni 1953     | D            | 1950           |
| Vacant                                                                          |                                                         |                                                         |                                                         |                  |                  |              | 1950           |
| 20                                                                              |                                                         | Alton Lennon                                            | Alton Lennon (1906–1986)                                | 10 juli 1953     | 30 november 1954 | D            | 1950           |
| 21                                                                              |                                                         | Kerr Scott                                              | Kerr Scott (1896–1958)                                  | 30 november 1954 | 16 april 1958    | D            | 1954 (1)       |
| 21                                                                              | 1954 (2)                                                | Kerr Scott                                              | Kerr Scott (1896–1958)                                  | 30 november 1954 | 16 april 1958    | D            |                |
| Vacant                                                                          |                                                         |                                                         |                                                         |                  |                  |              |                |
| 22                                                                              |                                                         | Everett Jordan                                          | Everett Jordan (1896–1974)                              | 20 april 1858    | 3 januari 1973   | D            |                |
| 22                                                                              | 1958                                                    | Everett Jordan                                          | Everett Jordan (1896–1974)                              | 20 april 1858    | 3 januari 1973   | D            |                |
| 22                                                                              | 1960                                                    | Everett Jordan                                          | Everett Jordan (1896–1974)                              | 20 april 1858    | 3 januari 1973   | D            |                |
| 22                                                                              | 1966                                                    | Everett Jordan                                          | Everett Jordan (1896–1974)                              | 20 april 1858    | 3 januari 1973   | D            |                |
| 23                                                                              |                                                         | Jesse Helms                                             | Jesse Helms (1921–2008)                                 | 3 januari 1973   | 3 januari 2003   | R            | 1972           |
| 23                                                                              | 1978                                                    | Jesse Helms                                             | Jesse Helms (1921–2008)                                 | 3 januari 1973   | 3 januari 2003   | R            |                |
| 23                                                                              | 1984                                                    | Jesse Helms                                             | Jesse Helms (1921–2008)                                 | 3 januari 1973   | 3 januari 2003   | R            |                |
| 23                                                                              | 1990                                                    | Jesse Helms                                             | Jesse Helms (1921–2008)                                 | 3 januari 1973   | 3 januari 2003   | R            |                |
| 23                                                                              | 1996                                                    | Jesse Helms                                             | Jesse Helms (1921–2008)                                 | 3 januari 1973   | 3 januari 2003   | R            |                |
| 24                                                                              |                                                         | Elizabeth Dole                                          | Elizabeth Dole (1936)                                   | 3 januari 2003   | 3 januari 2009   | R            | 2002           |
| 25                                                                              |                                                         | Kay Hagan                                               | Kay Hagan (1953–2019)                                   | 3 januari 2009   | 3 januari 2015   | D            | 2008           |
| 26                                                                              |                                                         | Thom Tillis                                             | Thom Tillis (1960)                                      | 3 januari 2015   | heden            | R            | 2014           |
| 26                                                                              | 2020                                                    | Thom Tillis                                             | Thom Tillis (1960)                                      | 3 januari 2015   | heden            | R            |                |

## Klasse III
| Nr.                                                                             | Senator voor North Carolina Senator from North Carolina | Senator voor North Carolina Senator from North Carolina | Senator voor North Carolina Senator from North Carolina | Ambtstermijn     | Ambtstermijn     | Partij(en)   | Verkiezing(en) |
| ------------------------------------------------------------------------------- | ------------------------------------------------------- | ------------------------------------------------------- | ------------------------------------------------------- | ---------------- | ---------------- | ------------ | -------------- |
| 1                                                                               |                                                         | Benjamin Hawkins                                        | Benjamin Hawkins (1754–1816)                            | 28 november 1789 | 4 maart 1795     | F (1789–92)  | 1789           |
| 1                                                                               | DR (1792–95)                                            | Benjamin Hawkins                                        | Benjamin Hawkins (1754–1816)                            | 28 november 1789 | 4 maart 1795     |              | 1789           |
| 2                                                                               |                                                         |                                                         | Timothy Bloodworth (1736–1814)                          | 4 maart 1795     | 4 maart 1801     | DR           | 1795           |
| 3                                                                               |                                                         | David Stone                                             | David Stone (1770–1818)                                 | 4 maart 1801     | 7 februari 1807  | DR           | 1800           |
| Vacant                                                                          |                                                         |                                                         |                                                         |                  |                  |              | 1800           |
| 4                                                                               |                                                         |                                                         | Jesse Franklin (1760–1823)                              | 4 maart 1807     | 4 maart 1813     | DR           | 1806           |
| 5                                                                               |                                                         | David Stone                                             | David Stone (1770–1818)                                 | 4 maart 1813     | 24 december 1814 | DR           | 1812           |
| Vacant                                                                          |                                                         |                                                         |                                                         |                  |                  |              | 1812           |
| 6                                                                               |                                                         |                                                         | Francis Locke (1766–1823)                               | 28 december 1814 | 5 december 1815  | DR           | 1828           |
| Vacant                                                                          |                                                         |                                                         |                                                         |                  |                  |              | 1828           |
| 7                                                                               |                                                         | Nathaniel Macon                                         | Nathaniel Macon (1757–1837)                             | 12 december 1815 | 14 november 1828 | DR (1815–28) | 1815           |
| 7                                                                               | 1818                                                    | Nathaniel Macon                                         | Nathaniel Macon (1757–1837)                             | 12 december 1815 | 14 november 1828 | DR (1815–28) |                |
| 7                                                                               | 1825                                                    | Nathaniel Macon                                         | Nathaniel Macon (1757–1837)                             | 12 december 1815 | 14 november 1828 | DR (1815–28) |                |
| 7                                                                               | D (1828)                                                | Nathaniel Macon                                         | Nathaniel Macon (1757–1837)                             | 12 december 1815 | 14 november 1828 |              |                |
| Vacant                                                                          |                                                         |                                                         |                                                         |                  |                  |              |                |
| 8                                                                               |                                                         | James Iredell                                           | James Iredell (1788–1853)                               | 16 december 1828 | 4 maart 1843     | D            | 1828           |
| 9                                                                               |                                                         | Willie Mangum                                           | Willie Mangum (1792–1861)                               | 4 maart 1831     | 20 maart 1836    | NR (1831–33) | 1830           |
| 9                                                                               | W (1833–36)                                             | Willie Mangum                                           | Willie Mangum (1792–1861)                               | 4 maart 1831     | 20 maart 1836    |              | 1830           |
| Vacant                                                                          |                                                         |                                                         |                                                         |                  |                  |              | 1830           |
| 10                                                                              |                                                         | Robert Strange                                          | Robert Strange (1796–1854)                              | 6 december 1836  | 16 november 1840 | D            | 1836 (1)       |
| 10                                                                              | 1836 (2)                                                | Robert Strange                                          | Robert Strange (1796–1854)                              | 6 december 1836  | 16 november 1840 | D            |                |
| Vacant                                                                          |                                                         |                                                         |                                                         |                  |                  |              |                |
| 11                                                                              |                                                         | William Graham                                          | William Graham (1804–1875)                              | 25 november 1840 | 4 maart 1843     | W            | 1840           |
| 12                                                                              |                                                         | William Haywood                                         | William Haywood (1801–1852)                             | 4 maart 1843     | 26 juli 1846     | D            | 1843           |
| Vacant                                                                          |                                                         |                                                         |                                                         |                  |                  |              | 1843           |
| 13                                                                              |                                                         | George Badger                                           | George Badger (1795–1866)                               | 26 november 1846 | 4 maart 1855     | W (1846–54)  | 1846           |
| 13                                                                              | 1849                                                    | George Badger                                           | George Badger (1795–1866)                               | 26 november 1846 | 4 maart 1855     | W (1846–54)  |                |
| 13                                                                              | R (1854–55)                                             | George Badger                                           | George Badger (1795–1866)                               | 26 november 1846 | 4 maart 1855     |              |                |
| 14                                                                              |                                                         | Asa Biggs                                               | Asa Biggs (1811–1878)                                   | 4 maart 1855     | 5 mei 1858       | D            | 1855           |
| Vacant                                                                          |                                                         |                                                         |                                                         |                  |                  |              | 1855           |
| 15                                                                              |                                                         | Thomas Clingman                                         | Thomas Clingman (1812–1897)                             | 8 mei 1858       | 11 maart 1861    | D            | 1855           |
| 15                                                                              | 1858                                                    | Thomas Clingman                                         | Thomas Clingman (1812–1897)                             | 8 mei 1858       | 11 maart 1861    | D            |                |
| 15                                                                              | 1861                                                    | Thomas Clingman                                         | Thomas Clingman (1812–1897)                             | 8 mei 1858       | 11 maart 1861    | D            |                |
| Vacant                                                                          |                                                         |                                                         |                                                         |                  |                  |              |                |
| Vacant Geconfedereerde Staten van Amerika (1861–1865) Reconstructie (1865–1868) |                                                         |                                                         |                                                         |                  |                  |              |                |
| 16                                                                              |                                                         | John Pool                                               | John Pool (1826–1884)                                   | 14 juli 1868     | 4 maart 1872     | R            | 1868           |
| 17                                                                              |                                                         | Augustus Merrimon                                       | Augustus Merrimon (1830–1892)                           | 4 maart 1872     | 4 maart 1879     | D            | 1872           |
| 18                                                                              |                                                         | Zebulon Vance                                           | Zebulon Vance (1830–1894)                               | 4 maart 1879     | 14 april 1894    | D            | 1879           |
| 18                                                                              | 1884                                                    | Zebulon Vance                                           | Zebulon Vance (1830–1894)                               | 4 maart 1879     | 14 april 1894    | D            |                |
| 18                                                                              | 1890                                                    | Zebulon Vance                                           | Zebulon Vance (1830–1894)                               | 4 maart 1879     | 14 april 1894    | D            |                |
| Vacant                                                                          |                                                         |                                                         |                                                         |                  |                  |              |                |
| 19                                                                              |                                                         | Thomas Jarvis                                           | Thomas Jarvis (1836–1915)                               | 13 december 1930 | 5 december 1932  | D            |                |
| 20                                                                              |                                                         | Jeter Pritchard                                         | Jeter Pritchard (1857–1921)                             | 25 januari 1895  | 4 maart 1903     | R            | 1894           |
| 20                                                                              | 1897                                                    | Jeter Pritchard                                         | Jeter Pritchard (1857–1921)                             | 25 januari 1895  | 4 maart 1903     | R            |                |
| 21                                                                              |                                                         | Lee Overman                                             | Lee Overman (1854–1930)                                 | 4 maart 1903     | 12 december 1930 | D            | 1903           |
| 21                                                                              | 1909                                                    | Lee Overman                                             | Lee Overman (1854–1930)                                 | 4 maart 1903     | 12 december 1930 | D            |                |
| 21                                                                              | 1914                                                    | Lee Overman                                             | Lee Overman (1854–1930)                                 | 4 maart 1903     | 12 december 1930 | D            |                |
| 21                                                                              | 1920                                                    | Lee Overman                                             | Lee Overman (1854–1930)                                 | 4 maart 1903     | 12 december 1930 | D            |                |
| 21                                                                              | 1926                                                    | Lee Overman                                             | Lee Overman (1854–1930)                                 | 4 maart 1903     | 12 december 1930 | D            |                |
| Vacant                                                                          |                                                         |                                                         |                                                         |                  |                  |              |                |
| 22                                                                              |                                                         | Cameron Morrison                                        | Cameron Morrison (1869–1954)                            | 13 december 1930 | 5 december 1932  | D            |                |
| 23                                                                              |                                                         | Robert Reynolds                                         | Robert Reynolds (1884–1936)                             | 5 december 1932  | 3 januari 1945   | D            | 1932 (1)       |
| 23                                                                              | 1932 (2)                                                | Robert Reynolds                                         | Robert Reynolds (1884–1936)                             | 5 december 1932  | 3 januari 1945   | D            |                |
| 23                                                                              | 1938                                                    | Robert Reynolds                                         | Robert Reynolds (1884–1936)                             | 5 december 1932  | 3 januari 1945   | D            |                |
| 24                                                                              |                                                         | Clyde Hoey                                              | Clyde Hoey (1877–1954)                                  | 3 januari 1945   | 12 mei 1954      | D            | 1944           |
| 24                                                                              | 1950                                                    | Clyde Hoey                                              | Clyde Hoey (1877–1954)                                  | 3 januari 1945   | 12 mei 1954      | D            |                |
| Vacant                                                                          |                                                         |                                                         |                                                         |                  |                  |              |                |
| 25                                                                              |                                                         | Sam Ervin                                               | Sam Ervin (1896–1985)                                   | 5 juni 1954      | 31 december 1974 | D            |                |
| 25                                                                              | D                                                       | Sam Ervin                                               | Sam Ervin (1896–1985)                                   | 5 juni 1954      | 31 december 1974 | 1954         |                |
| 25                                                                              | D                                                       | Sam Ervin                                               | Sam Ervin (1896–1985)                                   | 5 juni 1954      | 31 december 1974 | 1956         |                |
| 25                                                                              | D                                                       | Sam Ervin                                               | Sam Ervin (1896–1985)                                   | 5 juni 1954      | 31 december 1974 | 1962         |                |
| 25                                                                              | D                                                       | Sam Ervin                                               | Sam Ervin (1896–1985)                                   | 5 juni 1954      | 31 december 1974 | 1968         |                |
| Vacant                                                                          |                                                         |                                                         |                                                         |                  |                  |              |                |
| 26                                                                              |                                                         | Robert Morgan                                           | Robert Morgan (1925–2016)                               | 3 januari 1975   | 3 januari 1981   | D            |                |
| 26                                                                              | D                                                       | Robert Morgan                                           | Robert Morgan (1925–2016)                               | 3 januari 1975   | 3 januari 1981   | 1974         |                |
| 27                                                                              |                                                         | John East                                               | John East (1931–1986)                                   | 3 januari 1981   | 29 juni 1986     | R            | 1982           |
| Vacant                                                                          |                                                         |                                                         |                                                         |                  |                  |              | 1982           |
| 28                                                                              |                                                         | Jim Broyhill                                            | Jim Broyhill (1927–2023)                                | 14 juli 1986     | 4 november 1986  | R            | 1982           |
| 29                                                                              |                                                         | Terry Sanford                                           | Terry Sanford (1917–1998)                               | 4 november 1986  | 3 januari 1993   | D            | 1986 (1)       |
| 29                                                                              | 1986 (2)                                                | Terry Sanford                                           | Terry Sanford (1917–1998)                               | 4 november 1986  | 3 januari 1993   | D            |                |
| 30                                                                              |                                                         | Lauch Faircloth                                         | Lauch Faircloth (1928–2023)                             | 3 januari 1993   | 3 januari 1999   | R            | 1992           |
| 31                                                                              |                                                         | John Edwards                                            | John Edwards (1953)                                     | 3 januari 1999   | 3 januari 2005   | D            | 1998           |
| 32                                                                              |                                                         | Richard Burr                                            | Richard Burr (1955)                                     | 3 januari 2005   | 3 januari 2023   | R            | 2004           |
| 32                                                                              | 2010                                                    | Richard Burr                                            | Richard Burr (1955)                                     | 3 januari 2005   | 3 januari 2023   | R            |                |
| 32                                                                              | 2016                                                    | Richard Burr                                            | Richard Burr (1955)                                     | 3 januari 2005   | 3 januari 2023   | R            |                |
| 33                                                                              |                                                         | Ted Budd                                                | Ted Budd (1971)                                         | 3 januari 2023   | heden            | R            | 2022           |

Alabama: Tuberville (R) · Britt (R)
Alaska: Murkowski (R) · Sullivan (R)
Arizona: Kelly (D) · Gallego (D)
Arkansas: Boozman (R) · Cotton (R)
Californië: Padilla (D) · Schiff (D)
Colorado: Bennet (D) · Hickenlooper (D)
Connecticut: Blumenthal (D) · Murphy (D)
Delaware: Coons (D) · Blunt Rochester (D)
Florida: R. Scott (R) · Moody (R)
Georgia: Ossoff (D) · Warnock (D)
Hawaï: Schatz (D) · Hirono (D)
Idaho: Crapo (R) · Risch (R)
Illinois: Durbin (D) · Duckworth (D)
Indiana: Young (R) · Banks (R)
Iowa: Grassley (R) · Ernst (R)
Kansas: Moran (R) · Marshall (R)
Kentucky: McConnell (R) · Paul (R)
Louisiana: Cassidy (R) · Kennedy (R)
Maine: Collins (R) · King (O)
Maryland: Van Hollen (D) · Alsobrooks (D)
Massachusetts: Warren (D) · Markey (D)
Michigan: Peters (D) · Slotkin (D)
Minnesota: Klobuchar (D) · Smith (D)
Mississippi: Wicker (R) · Hyde-Smith (R)
Missouri: Hawley (R) · Schmitt (R)
Montana: Daines (R) · Sheehy (R)
Nebraska: Fischer (R) · Ricketts (R)
Nevada: Cortez Masto (D) · Rosen (D)
New Hampshire: Shaheen (D) · Hassan (D)
New Jersey: Booker (D) · Kim (D)
New Mexico: Heinrich (D) · Luján (D)
New York: Schumer (D) · Gillibrand (D)
North Carolina: Tillis (R) · Budd (R)
North Dakota: Hoeven (R) · Cramer (R)
Ohio: Moreno (R) · Husted (R)
Oklahoma: Lankford (R) · Mullin (R)
Oregon: Wyden (D) · Merkley (D)
Pennsylvania: Fetterman (D) · McCormick (R)
Rhode Island: Reed (D) · Whitehouse (D)
South Carolina: Graham (R) · T. Scott (R)
South Dakota: Thune (R) · Rounds (R)
Tennessee: Blackburn (R) · Hagerty (R)
Texas: Cornyn (R) · Cruz (R)
Utah: Lee (R) · Curtis (R)
Vermont: Sanders (O) · Welch (D)
Virginia: Warner (D) · Kaine (D)
Washington: Murray (D) · Cantwell (D)
West Virginia: Moore Capito (R) · Justice (R)
Wisconsin: Johnson (R) · Baldwin (D)
Wyoming: Barrasso (R) · Lummis (R)
(D): Democraat · (R): Republikein · (O): Onafhankelijk